# Draba cocuyensis
Draba cocuyensis là một loài thực vật có hoa trong họ Cải. Loài này được Santana & J.O.Rangel mô tả khoa học đầu tiên năm 1989.